# Bistum Lodi
Das Bistum Lodi (lat.: Dioecesis Laudensis, ital.: Diocesi di Lodi) ist eine in Italien gelegene Diözese der römisch-katholischen Kirche mit Sitz in Lodi.
Es umfasst das Gebiet der politischen Provinz Lodi sowie Teile der Provinzen Pavia, Mailand und Cremona.
Schon unter dem römischen Namen Laus Pompeia war die Stadt seit dem 4. Jahrhundert Sitz eines Bischofs, allerdings liegt die Frühzeit des Bistums bis ins 9. Jahrhundert in puncto überlieferte Geschichte vollkommen im Dunkeln.
Der Dom von Lodi und zugleich Kathedrale ist teilweise noch in romanischen Formen erhalten. Daneben liegt der alte Bischofspalast.

## Weblinks

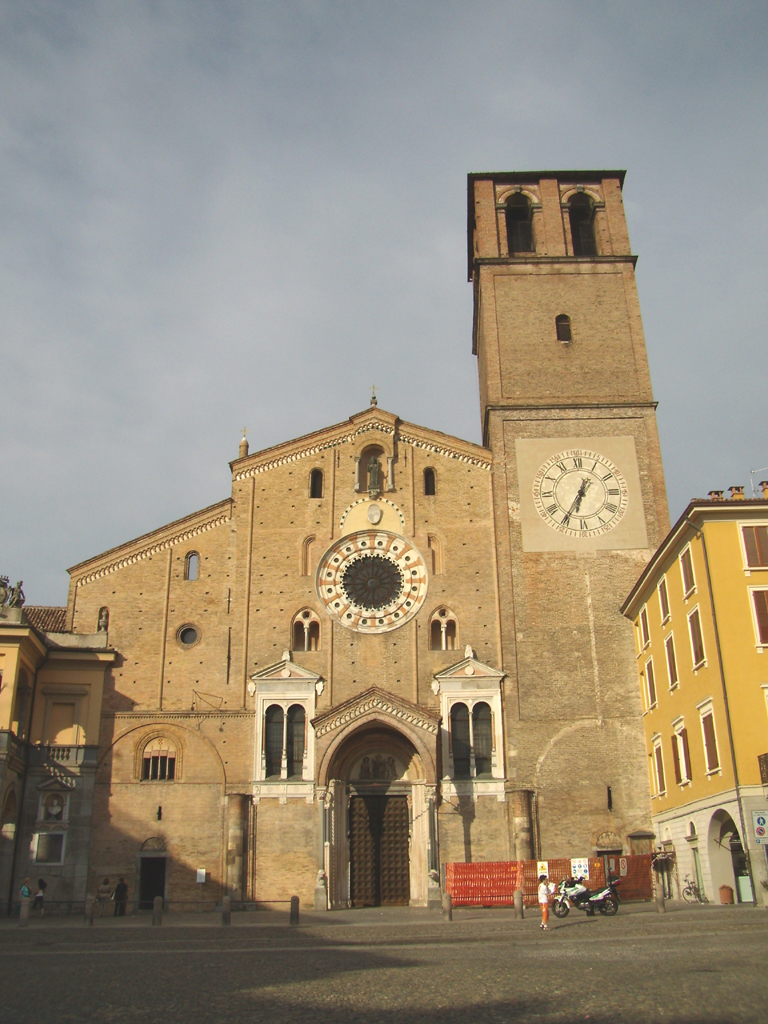
Kathedrale Santa Maria Assunta in Lodi